# Coruja-buraqueira
A Athene cunicularia ou Speotyto cunicularia, habitualmente conhecida como coruja-buraqueira ou simplesmente buraqueira, é uma ave de rapina americana, da família dos Estrigídeos.
É uma coruja terrícola e de hábitos diurnos, embora tende a evitar o calor do meio-dia. Ocorre do Canadá à Terra do Fogo, bem como em quase todo o Brasil, mas com a exceção da Amazônia. Tais aves chegam a medir até 27 centímetros de comprimento. Vivem, no mínimo, nove anos em habitat selvagem e dez em cativeiro. Coloca geralmente de seis a doze ovos. Costumam viver em campos, pastos, restingas, desertos, planícies, praias e aeroportos. Os predadores documentados dessa coruja incluem texugos, serpentes e doninhas.

## Nomes comuns
Dá ainda pelos seguintes nomes comuns: caburé-do-campo, coruja-do-campo, coruja-mineira, corujinha-buraqueira, corujinha-do-buraco, guedé,, urucuera, urucureia e urucuriá.
O nome "coruja-buraqueira" foi selecionado como nome vernáculo técnico para a espécie pelo Comitê Brasileiro de Registros Ornitológicos.

## Etimologia
Do que toca ao nome científico:
- Quanto ao nome genérico, Athene, trata-se de um mitónimo, em alusão a Atena, deusa grega da sabedoria.[9]
- Quanto ao nome genérico, Speotyto[10], trata-se de um neologismo que aglutina os étimos gregos clássicos σπέος (speos),[11] que significa «gruta», e τυτώ (tyto),[12] que significa «coruja».
- Quanto ao  epíteto específico, Cunicularia,  este provém do latim cŭnīcŭlārĭus[13], que significa «mineiro» ou «escavador».

No que respeita ao nomes comuns:
- Recebe o nome comum «buraqueira» por viver em buracos cavados no solo.[14]

- "Caburé" tem origem do tupi kabu'ré.[15] "Urucuera", "urucureia" e "urucuriá" vêm do termo guarani para "coruja", urukure'a.

## Características

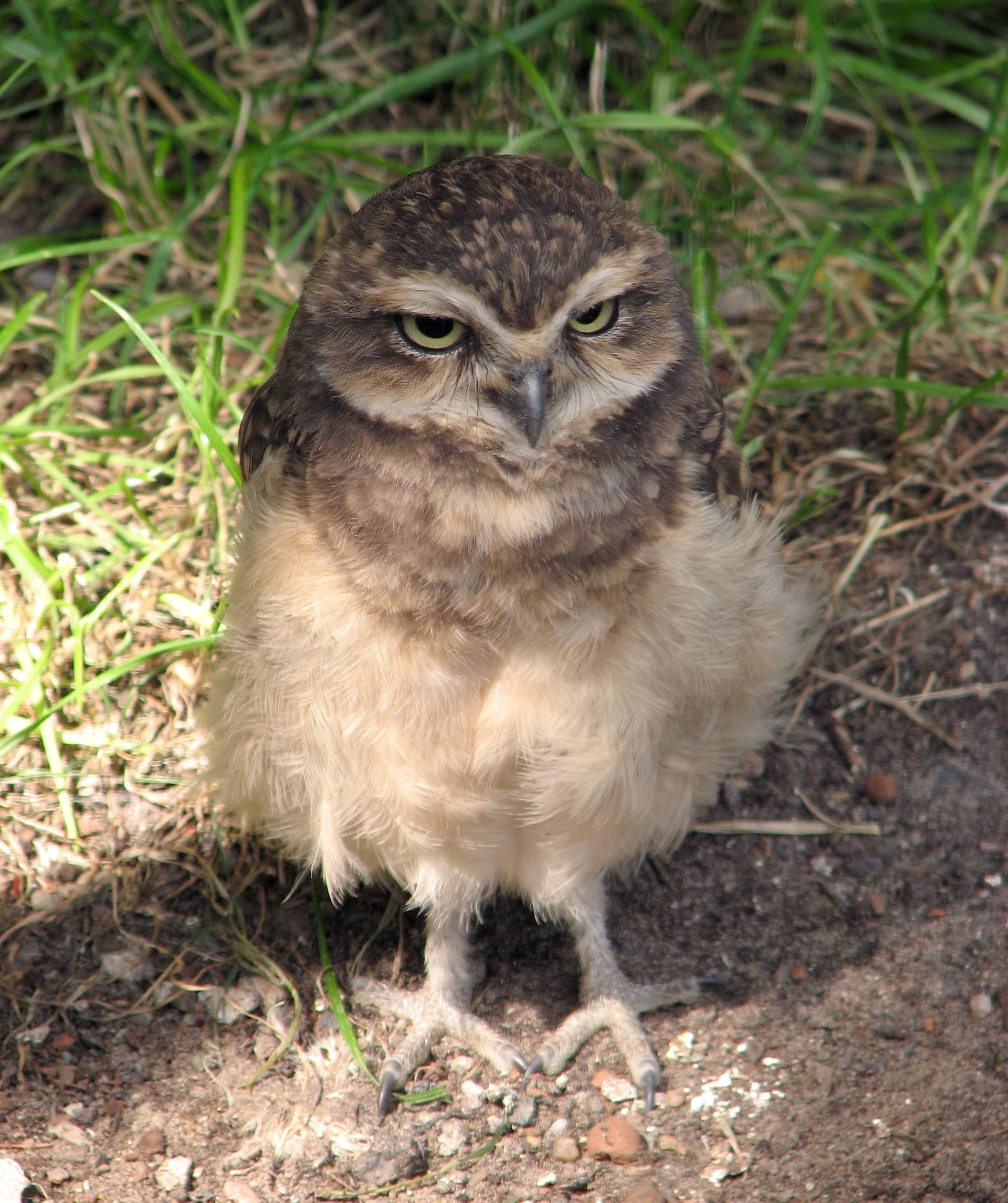
Buraqueira imatura.

A coruja-buraqueira é pequena. Quando adulta, chega a medir de 23 centímetros a 27 centímetros e a pesar entre 170 gramas e 214 gramas. Tem uma envergadura entre 53 centímetros e 61 centímetros. Tem a cabeça redonda, seus olhos são amarelos brilhantes, seu bico é acinzentado, as asas são, geralmente, marrons com várias manchas amarelas. Algumas de suas características, como cor dos olhos, bico e a altura, variam de acordo com a subespécie. Seus pés são longos e cinzentos, apropriados para andar geralmente marchando. Possui uma cauda curta. Sua visão e seus voos suaves são adaptados para caça. Enxergam cem vezes mais que o ser humano e também tem uma ótima audição. Para observar alguma coisa ao seu lado, gira o pescoço em um ângulo de até 270 graus, aumentando assim o seu campo visual.
Ela tem que virar o pescoço, pois seus grandes olhos estão dispostos lado a lado num mesmo plano. Essa disposição frontal proporciona à coruja uma visão binocular (enxerga um objeto com ambos os olhos e ao mesmo tempo). Isso significa que a coruja pode ver objetos em três dimensões, ou seja, com altura, largura e profundidade. Os olhos da coruja-buraqueira são bem grandes (em algumas subespécies de corujas, são até maiores que o próprio cérebro), a fim de melhorar sua eficiência em condições de baixa luminosidade, captando e processando melhor a luz disponível. Além de sua privilegiada visão, a buraqueira possui uma ótima audição, conseguindo localizar sua presa com apenas este sentido.

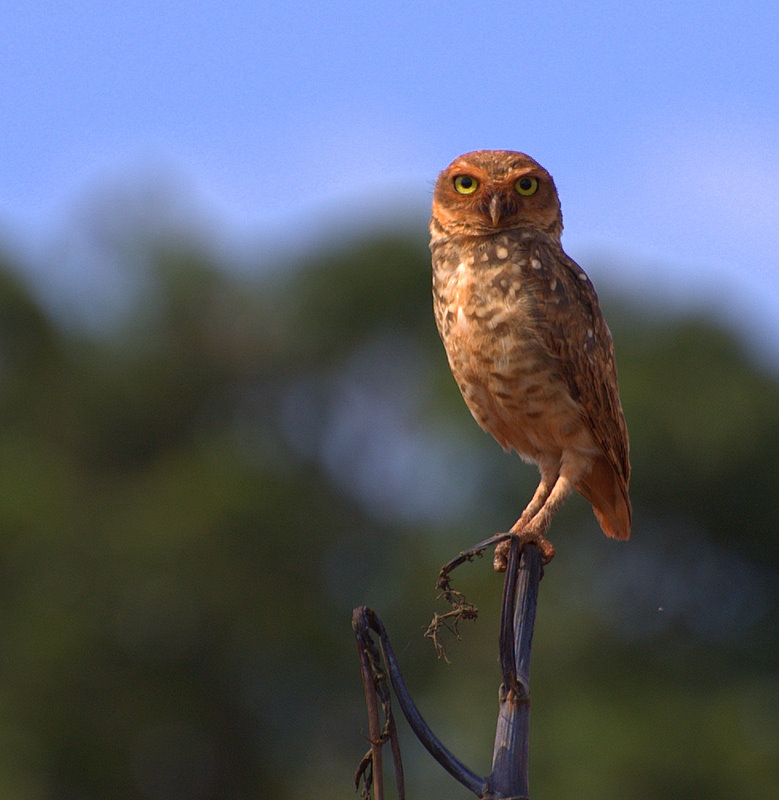
Buraqueira adulta

Não possuem topetes na orelha, têm um disco facial aplainado. Sua sobrancelha é branca, possui um remendo branco no queixo, que se assemelha a uma boca grande desenhada. As corujas adultas possuem um tom de cor forte, têm o peito e a barriga com coloração parda, traços cor de terra, variações de marrom, que lembram manchas e barras. As corujas jovens são similares na aparência, mas são gorduchinhas, desengonçadas, com as penas descabeladas e coloração leve. Seu peito é totalmente branco, sem as variações marrons, possuem uma barra amarela passando por toda asa superior. Os machos e as fêmeas são similares no tamanho e na aparência, entretanto os machos adultos são ligeiramente maiores e as fêmeas, normalmente, mais escuras que o macho.
O maior inimigo da coruja buraqueira é o homem, visto que, por ser uma ave de rapina, essa espécie quase não tem predadores naturais. Entretanto, o danoso trânsito de carros sobre a vegetação da praia é o principal fator da destruição da coruja-buraqueira, juntamente com outras espécies da fauna da praia que compõem a cadeia alimentar. Pois, ao passarem sobre a boca dos ninhos, esses veículos soterram o túnel, matando mãe e filhotes asfixiados debaixo da camada de areia em que se encontram.

## Comportamento

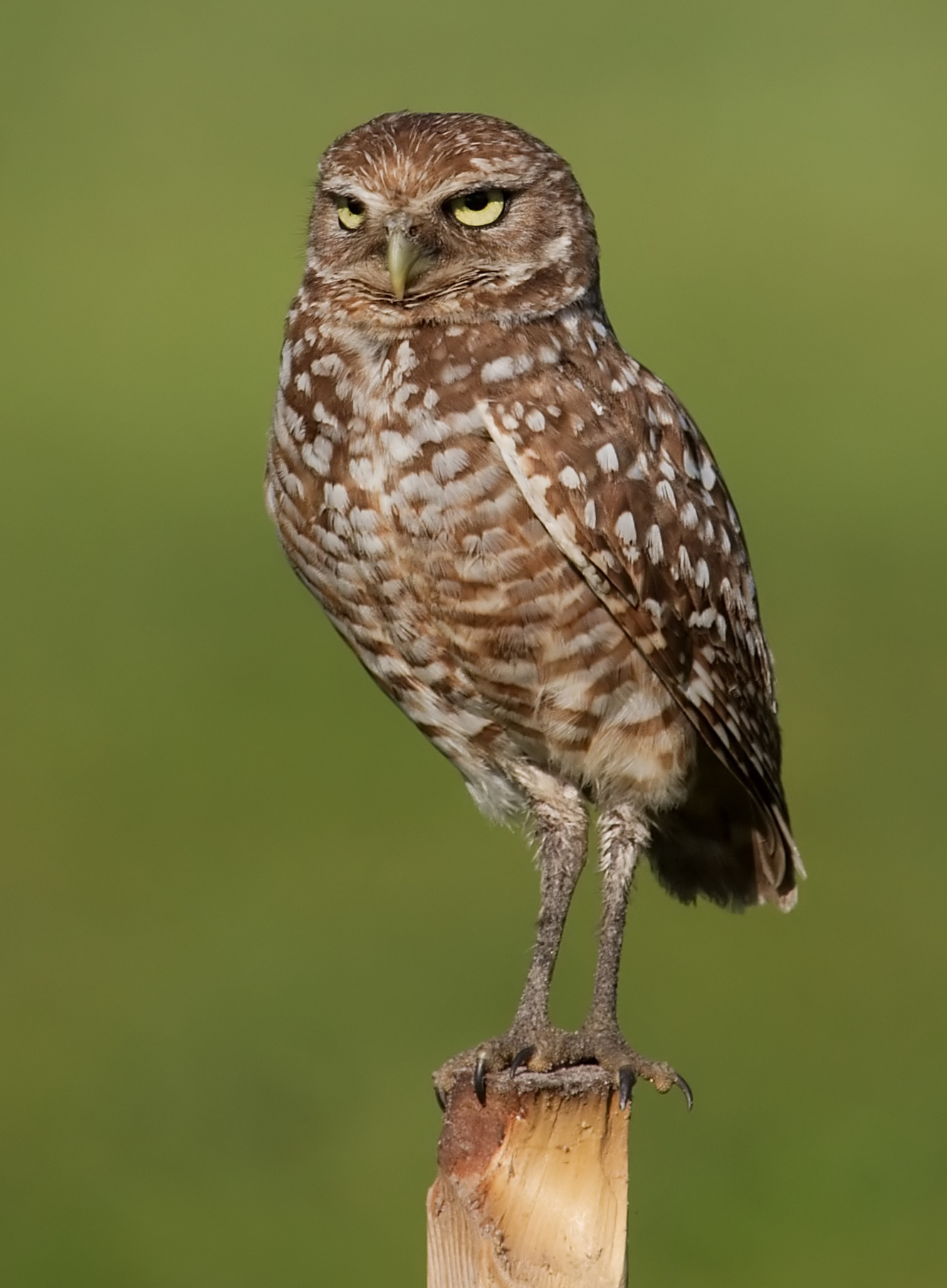
Em um de seus típicos passeios

A coruja-buraqueira possui um comportamento peculiar, além dos próprios feitos pelas corujas, por ser vista durante o dia e ficar pousada, ereta, em locais expostos ou no solo, em postes, troncos, muros, em cimas de cactos etc. Tem o hábito de ficar sobre uma perna, o que não é copiado por outras corujas. Utiliza um buraco não somente para assentamento, mas para descansar, esconder-se, como um refúgio durante o dia e construir ninhos, normalmente ocupados por um casal. É uma coruja tímida, mas é ligeiramente tolerante à presença humana. Cava seus próprios buracos com a ajuda dos pés e do bico, ficando até mesmo toda suja na construção da toca, mas ela prefere os buracos já feitos, abandonados por outros animais como os tatus, cachorros-da-pradaria, texugos ou esquilos de chão. Na chegada da primavera, a buraqueira macho escolhe ou escava um buraco, normalmente em regiões de capim baixo, onde prenda com facilidade insetos e pequenos roedores no solo.
O casal se reveza, alargando o buraco, cavando uma galeria horizontal usando os pés e o bico e, por fim, forrando a cavidade do ninho com capim seco. As corujas foram observadas em colônias, havendo uma área pequena de buraco para buraco. Tais agrupamentos podem ser uma resposta a uma abundância de buracos e alimento ou uma adaptação para a defesa mútua. Os membros da colônia podem alertar-se à aproximação dos predadores e juntar-se e fugir.
Essas corujas têm o costume de coletar uma larga variedade de materiais para revestir seu ninho. O material mais comum é o estrume, que é colocado dentro da câmara do ninho e em volta da entrada. Acreditava-se que a coruja fazia isso para encobrir o cheiro dos ovos e dos filhotes, a fim de protegê-los de predadores, como os texugos-americanos. No entanto, foi descoberta uma utilização mais nutritiva e criativa. As tocas com estrume contêm dez vezes mais besouro-do-estrume do que as das corujas que não usam estrume. Isso ocorre porque os besouros, cuja própria atividade nidificadora consiste em achar estrume para depositar seus ovos, acabam sendo atraídos pelas buraqueiras. Assim, o estrume proporciona alimento fácil para as fêmeas incubadoras e, é claro, também para os próprios machos, que passam a maior parte do tempo protegendo os buracos dos ninhos e por isso não têm oportunidade de caçar. Esse esterco também serve para ajuda a controlar o micro clima dentro da cova, não o deixando quente demais.
A qualquer sinal de perigo, a coruja-buraqueira emite um som alto, forte e estridente. Esse alarme é dado durante o dia, chamando a atenção para a coruja. Os filhotes, ao escutarem o alerta, entram no ninho, enquanto os adultos voam para pousos expostos e atacam decididamente qualquer fonte de perigo para os filhos. Eles também fazem outros sons que são descritos como pancadas e gritos, que é parecido com "piá, piar, piaaar". Quando as buraqueiras emitem esses sons, normalmente estão movimentando a cabeça, para baixo e para cima. Os filhotes também emitem sons: quando perturbados, produzem um som que lembra o de uma cascavel, espantando assim os predadores.

## Dieta e Caça
É uma predadora de pequeno porte com hábito carnívoro-insetívoro, sendo considerada generalista por consumir as presas mais abundantes de acordo com a estação, tendo preferência por roedores. As ordens de insetos consumidas são: coleópteros (besouros), ortóptera (grilos e gafanhotos), díptera e himenóptera. Entre os vertebrados consumidos, são representados pelos: roedentia, marsupialia, amphibia, microquiroptero (morcegos verdadeiros), pequenas aves, além de répteis squamata.

## Reprodução

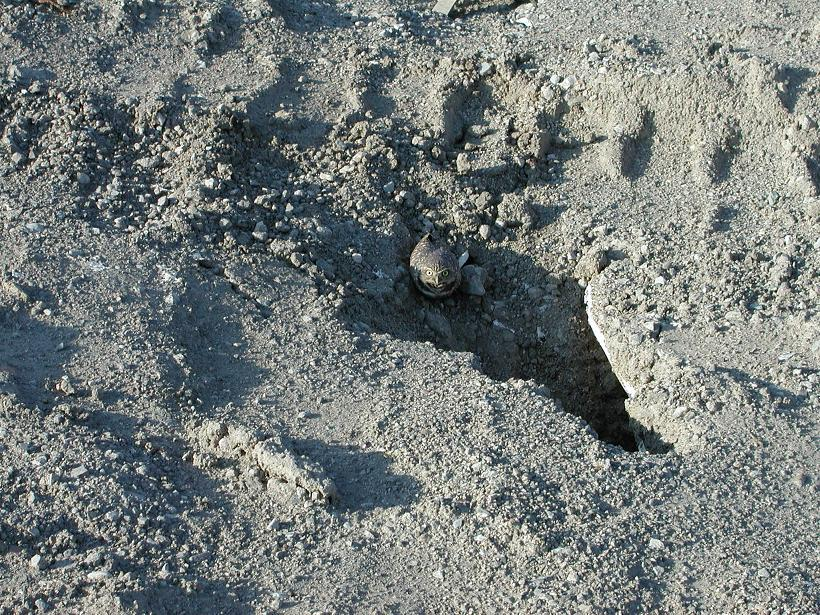
Buraqueira na frente de um ninho

A estação de reprodução começa em março ou em abril. As corujas-buraqueiras são, normalmente, monógamas, mas ocasionalmente um macho terá duas companheiras.
O ninho favorito da buraqueira são aqueles que estão em locais relativamente arenosos, com vegetação baixa. Elas também procriam em gramado aberto ou pradaria. Podem adaptar-se ocasionalmente a outras áreas abertas como aeroportos, campos de golfe e campos agrícolas. As covas onde as corujas se aninham são subterrâneas e longas, podendo ter sido criadas por outros animais. Se as covas estão indisponíveis e a terra não é dura ou rochosa, as corujas escavam o próprio buraco. De 1,5 metros a 3 metros de profundidade e de 30 cm a 90 cm de largura sob a terra, onde põe de seis a doze ovos brancos redondos. Nessa época, os pais tornam-se agressivos, investindo contra qualquer animal que se aproxima da toca, seja ele um cachorro, gato ou até mesmo um homem. Elas também aninham em estruturas rasas, subterrâneas e artificiais que têm acesso fácil à superfície.

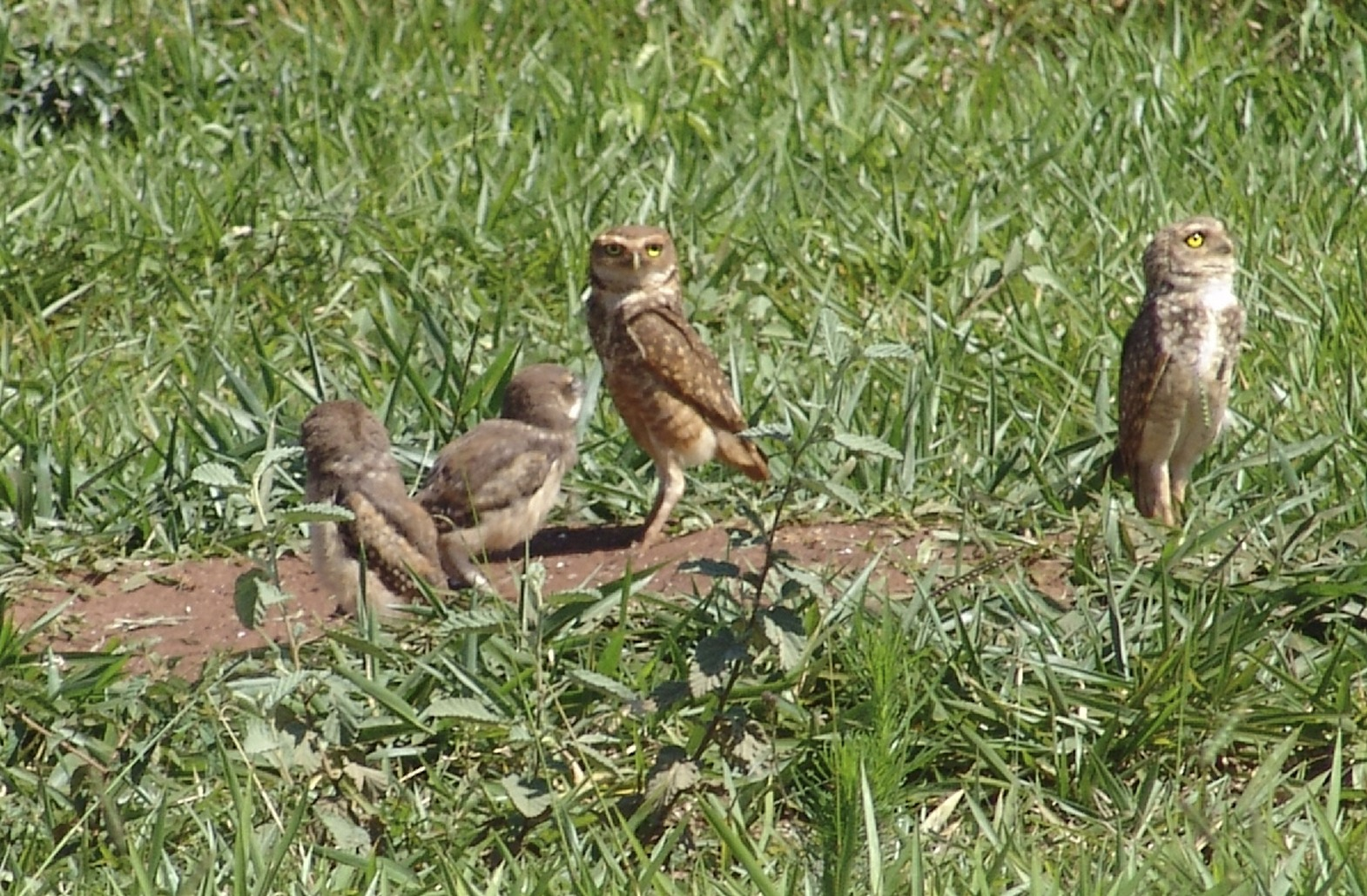
Casal de buraqueira passeando com seus filhotes

A fêmea botará um ovo a cada dia ou cada dois dias até que ela complete uma postura que pode consistir em entre seis e quinze ovos (normalmente nove). Ela incubará os ovos então durante 28 dias a 30 dias enquanto o macho traz a comida dela. Enquanto a maioria dos ovos chocará, só dois a seis filhotes normalmente sobrevivem para deixar o ninho. Depois que os ovos chocarem, ambos os pais alimentarão os filhotes, de dois a seis, que são criados nas tocas. Quatro semanas depois de chocar, os filhotes podem ser vistos empoleirando a entrada da cova, esperando os pais que trarão a comida. Aos 44 dias, saem do ninho e podem também fazer voos curtos e começar a deixar a cova do ninho. Com sessenta dias, estão caçando pequenos insetos que são atraídos ao redor do ninho pelo estrume acumulado. Os pais ainda ajudarão alimentando os pintinhos durante um a três meses.
Taxas de fidelidade parecem variar entre populações. Em alguns locais, corujas frequentemente usam o mesmo ninho por vários anos seguidos. Corujas do norte migratórias são menos prováveis a voltar na mesma cova todos os anos. Também, como com muitas outras aves, as corujas femininas são mais prováveis a dispersar para um local diferente.

## Subespécies
São reconhecidas 22 subespécies:
- Athene cunicularia grallaria (Temminck, 1822) - ocorre no leste do Brasil, do estado do Maranhão até Mato Grosso e Paraná;
- Athene cunicularia cunicularia (Molina, 1782) - ocorre no sul da Bolívia e sul do Brasil até o Paraguai e Terra do Fogo;
- Athene cunicularia hypugaea (Bonaparte, 1825) - ocorre no sudoeste do Canadá até El Salvador;
- Athene cunicularia rostrata (C. H. Townsend, 1890) - ocorre na Ilha Clarión (Arquipélago Revillagigedo, oeste do México);
- Athene cunicularia floridana (Ridgway, 1874) - ocorre nas pradarias do centro e sul da Flórida, Bahamas, Cuba, e ilha dos Pinheiros em Cuba;
- Athene cunicularia guantanamensis (Garrido, 2001) - ocorre na região costeira do norte de Cuba na província de Guantánamo;
- Athene cunicularia troglodytes (Wetmore & Swales, 1931) ocorre nas ilhas de Hispaniola, Gonâve e Beata do território do Haiti e República Dominicana;
- Athene cunicularia amaura (Lawrence, 1878) - originalmente ocorria no Caribe na ilha de Nevis e Antígua. Hoje está extinta;
- Athene cunicularia guadeloupensis (Ridgway, 1874) - originalmente ocorria no Caribe na ilha de Guadalupe. Hoje está extinta;
- Athene cunicularia brachyptera ((Richmond, 1896) - ocorre na Ilha Margarita na Venezuela;
- Athene cunicularia arubensis (Cory, 1915) - ocorre no Caribe, na Ilha de Aruba;
- Athene cunicularia apurensis (Gilliard, 1940) - ocorre na Venezuela;
- Athene cunicularia minor (Cory, 1918) - ocorre no sul da Guiana e no extremo norte do Brasil, no estado de Roraima;
- Athene cunicularia carrikeri (Stone, 1922) - ocorre no leste da Colômbia;
- Athene cunicularia tolimae (Stone, 1899) ocorre no oeste da Colômbia na região de Tolima;
- Athene cunicularia pichinchae (Boetticher, 1929) - ocorre no oeste do Equador (exceto no litoral árido);
- Athene cunicularia nanodes (Berlepsch & Stolzmann, 1892) - ocorre no litoral árido do oeste do Peru, nas regiões de Trujillo até Arequipa;
- Athene cunicularia punensis (Chapman, 1914) - ocorre na porção árida do litoral do sudoeste do Equador e noroeste do Peru;
- Athene cunicularia intermedia (Cory, 1915) - ocorre na região costeira do oeste do Peru da região de Paita até Pacasmayo;
- Athene cunicularia juninensis (Berlepsch & Stolzmann, 1902) - ocorre na porção central da Cordilheira dos Andes no Peru (Junín) até o oeste da Bolívia e noroeste da Argentina;
- Athene cunicularia boliviana (L. Kelso, 1939) - ocorre na Bolívia;
- Athene cunicularia partridgei (Olrog, 1976) - ocorre no norte da Argentina, na província de Corrientes.

## Galeria de fotos

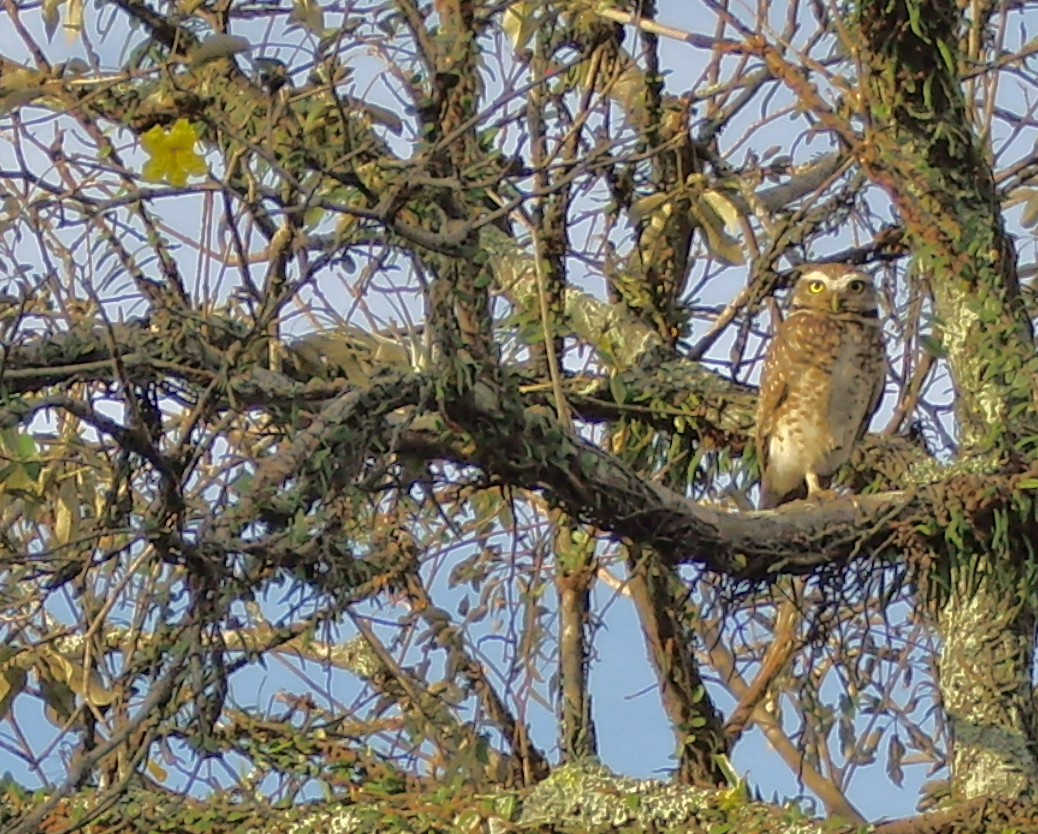
Coruja-buraqueira em Florianópolis, no Brasil
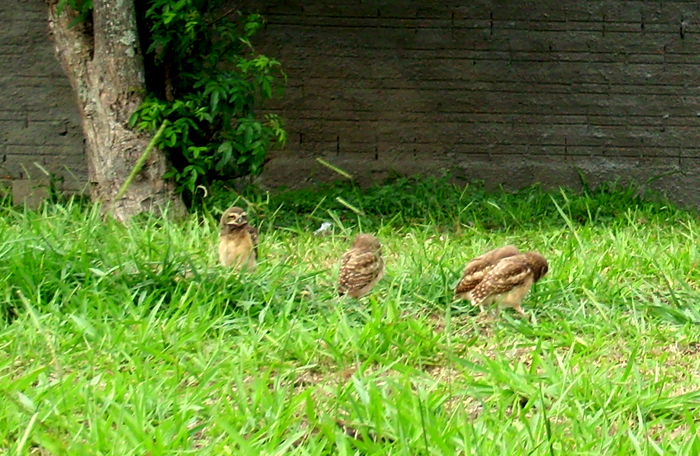
Bebês de coruja-buraqueira
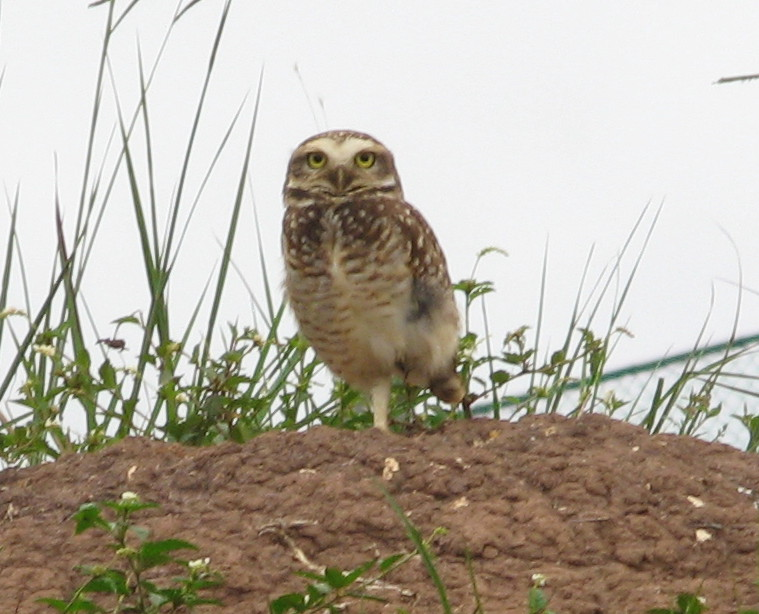
Coruja em parque da zona leste paulistana, em uma perna só
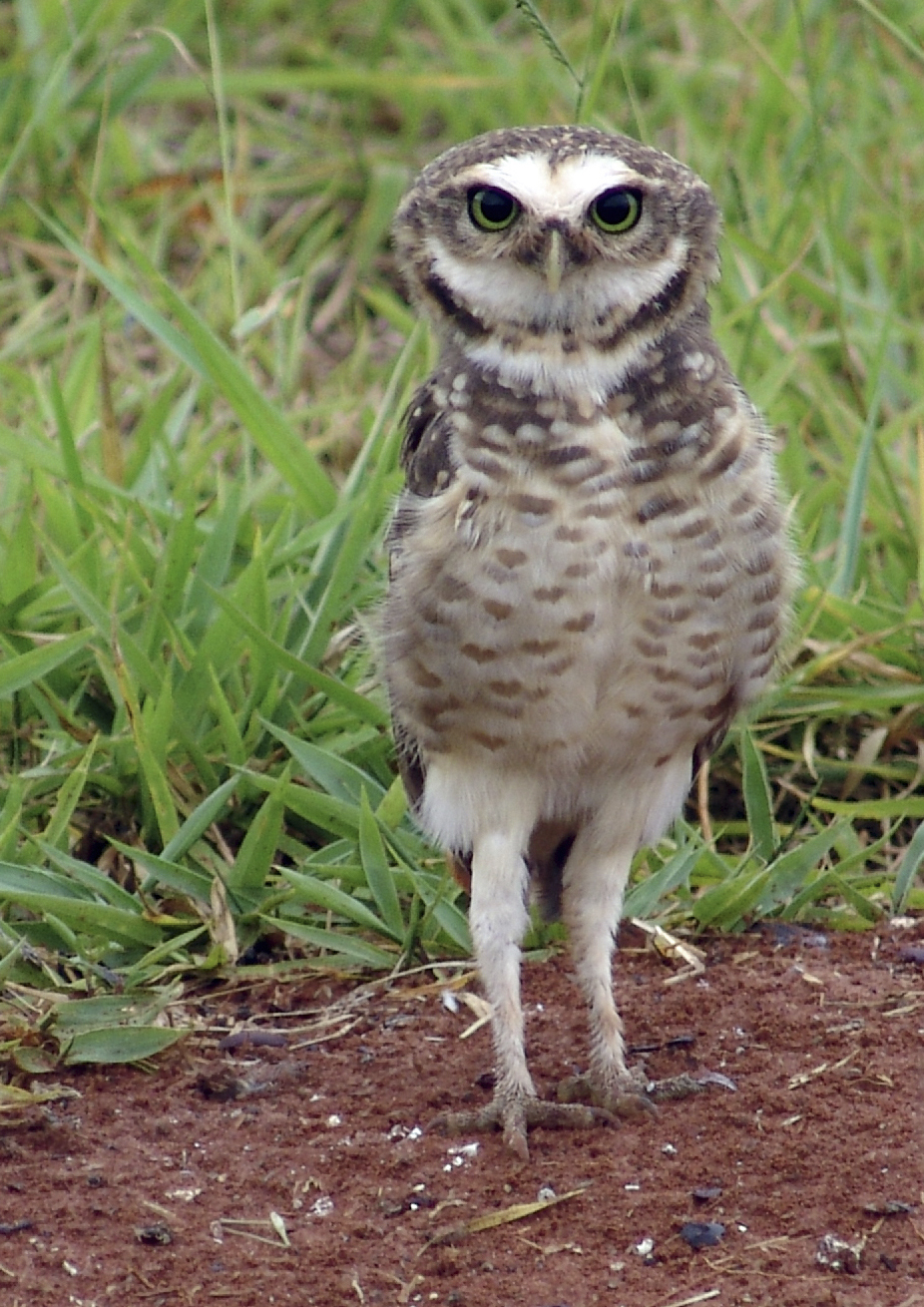
Buraqueira de olhos verdes
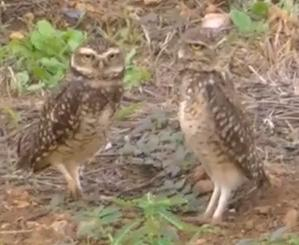
Coruja-Buraqueira em Porto Velho - Rondônia